# Izraelská civilní správa
Civilní správa (hebrejsky המנהל האזרחי‎, ha-Minhal ha-Ezrachi, arabsky الإدارة المدنية الإسرائيلية‎), oficiálně Civilní správa Judeje a Samaří (hebrejsky המִנְהַל האזרחי לאזור יהודה והשומרון‎), je izraelský vojenský orgán odpovědný za správu civilních záležitostí na Západním břehu Jordánu (Judea a Samaří). Orgán je podřízen Koordinátorovi vládních aktivit na územích, jednotce ministerstva obrany.
Orgán byl zřízen izraelskou vládou v roce 1981 za účelem výkonu praktických byrokratických úloh na územích okupovaných Izraelem, která Izrael obsadil během šestidenní války v roce 1967. Zprvu podléhal armádě a kontrarozvědce Šin bet.

## Vznik
Na základě dohod z Camp Davidu byla izraelská vojenská správa změněna na civilní. V témže roce byly Golanské výšiny připojeny k izraelskému území (anektovány). V roce 1982 byl na základě Egyptsko-izraelské mírové smlouvy navrácen Sinajský poloostrov Egyptu, čímž pod izraelskou civilní správou zůstalo území západního břehu Jordánu a pásma Gazy. Ani po zřízení civilní správy však nebyly občanské záležitosti obyvatelstva zcela odděleny od armády. Přestože všechny úřady formálně spadaly pod kontrolu civilní správy, v praxi byla civilní správa podřízena armádě a tajné službě Šin bet.

## Palestinská samospráva
V rámci implementace dohody z Osla, uzavřené mezi Izraelem a Organizací pro osvobození Palestiny, převedla civilní správa v roce 1994 podstatnou část svých pravomocí na Palestinskou samosprávu. Po provedení jednostranného plánu izraelského stažení z pásma Gazy v roce 2005 vykonává civilní správa své pravomoci výlučně na západním břehu Jordánu. Ten je rozdělen do tří zón: 
- Zóna A: je plně pod palestinskou správou, a to včetně otázek bezpečnostních (jedná se především o velká města a správní střediska)
- Zóna B: palestinská samospráva má civilní pravomoci a zodpovědnost za dodržování veřejného pořádku, ostatní bezpečnostní pravomoci spadají pod orgány Státu Izrael.
- Zóna C: pod plnou bezpečnostní kontrolou Státu Izrael.